# Alniyat

Sigma Scorpii befindet sich im Zentrum der roten Wolke unten rechts

Alniyat (arabisch النياط, DMG an-niyāṭ) ist die Hauptkomponente des rund 700 Lichtjahre entfernten Sternsystems Sigma Scorpii (kurz σ Sco) im Sternbild Skorpion. Die scheinbare Helligkeit schwankt kaum wahrnehmbar zwischen 2,86 und 2,94 mag.
Dieser Name wurde am 1. Februar 2017 von der IAU offiziell bestätigt. In der historischen arabischen Astronomie wurde dieser Name auch für den Stern Tau Scorpii verwendet.
Alniyat ist ein klassischer Vertreter der β-Cephei-Veränderlichen und gehört der Spektralklasse B2 III an. Seine Begleitkomponente ist ein Hauptreihenstern mit der Spektralklasse O9.5 V. Beide Sterne umkreisen einander in einer Distanz vergleichbar Venus-Sonne alle 33 Tage. Zwei weitere Sterne gehören wohl ebenfalls zu diesem System, womit das System wohl insgesamt aus 4 Komponenten besteht.